# Colacu (okręg Suczawa)
Colacu – wieś w Rumunii, w okręgu Suczawa, w gminie Fundu Moldovei. W 2011 roku liczyła 829 mieszkańców.